# Монастырь Аухаузен
Монастырь Аухаузен (нем. Kloster Auhausen) — бывший бенедиктинский монастырь, располагавшийся на территории баварской коммуны Аухаузен и относившийся к епархии Айхштетта. Со времен Средневековья и по сей день данный монастырь регулярно путают с одноимённым монастырем в городе Хербрехтинген (земля Баден-Вюртемберг). Согласно местным легендам, баварский монастырь на реке Вёрниц был основан в X веке графом Эрнстом фон Трухендингеном и Хартманном из Лобдебурга (ум. 958).